# Payback Time
Payback Time er debutalbummet fra den iransk-danske Eurodanceproducer DJ Aligator. Det blev udgivet den 9. oktober 2000 på Kenneth Bagers FLEX Records. Albummet indeholder singlen "The Whistle Song", som fik fire gange platin og lå på femtepladsen på UK Singles Chart i 2002.

## Trackliste
| 1.    | "The Whistle Song"      | DJ Aligator, Al Agami, Holger Lagerfeldt                                     | 3:41 |
| 2.    | "Turn Up The Music"     | Kenneth Bager, Agami, Ian Ion, Kenn "The Killer" Haunstoft, Chris C.         | 5:12 |
| 3.    | "Payback Time"          | DJ Aligator, Agami, Moses Malone                                             | 5:36 |
| 4.    | "Water in the Ocean"    | DJ Aligator, Jonas Schrøder, Adam Powers, Michael Parsberg, Jakob Stavnstrup | 4:53 |
| 5.    | "Welcome to Future"     | DJ Aligator                                                                  | 4:11 |
| 6.    | "Lollipop"              | DJ Aligator                                                                  | 3:45 |
| 7.    | "Bounce 2 This"         | DJ Aligator, Agami, Malone, Schrøder, Powers                                 | 4:21 |
| 8.    | "Temple of India"       | DJ Aligator                                                                  | 7:21 |
| 9.    | "Doggy Style"           | DJ Aligator, Agami                                                           | 4:01 |
| 10.   | "Calling Out Your Name" | DJ Aligator, Schrøder, Powers                                                | 6:14 |
| 49:59 |                         |                                                                              |      |

| 11. | "Black Celebration"                               | DJ Aligator, Lagerfeldt        | 3:24 |
| 12. | "Temple Of India" (Krystal Remix)                 | DJ Aligator                    | 9:14 |
| 13. | "Lollipop" (Darude vs. JS16 Mix)                  | DJ Aligator                    | 6:42 |
| 14. | "The Whistle Song" (Musical Suspects vs. Krystal) | DJ Aligator, Agami, Lagerfeldt | 8:20 |

## Hitlister
| Hitliste (2001)             | Højeste placering |
| --------------------------- | ----------------- |
| Danmark (Album Top-40)      | 17                |
| Norge (VG-lista)            | 33                |
| Sverige (Sverigetopplistan) | 31                |